# Dziwidło

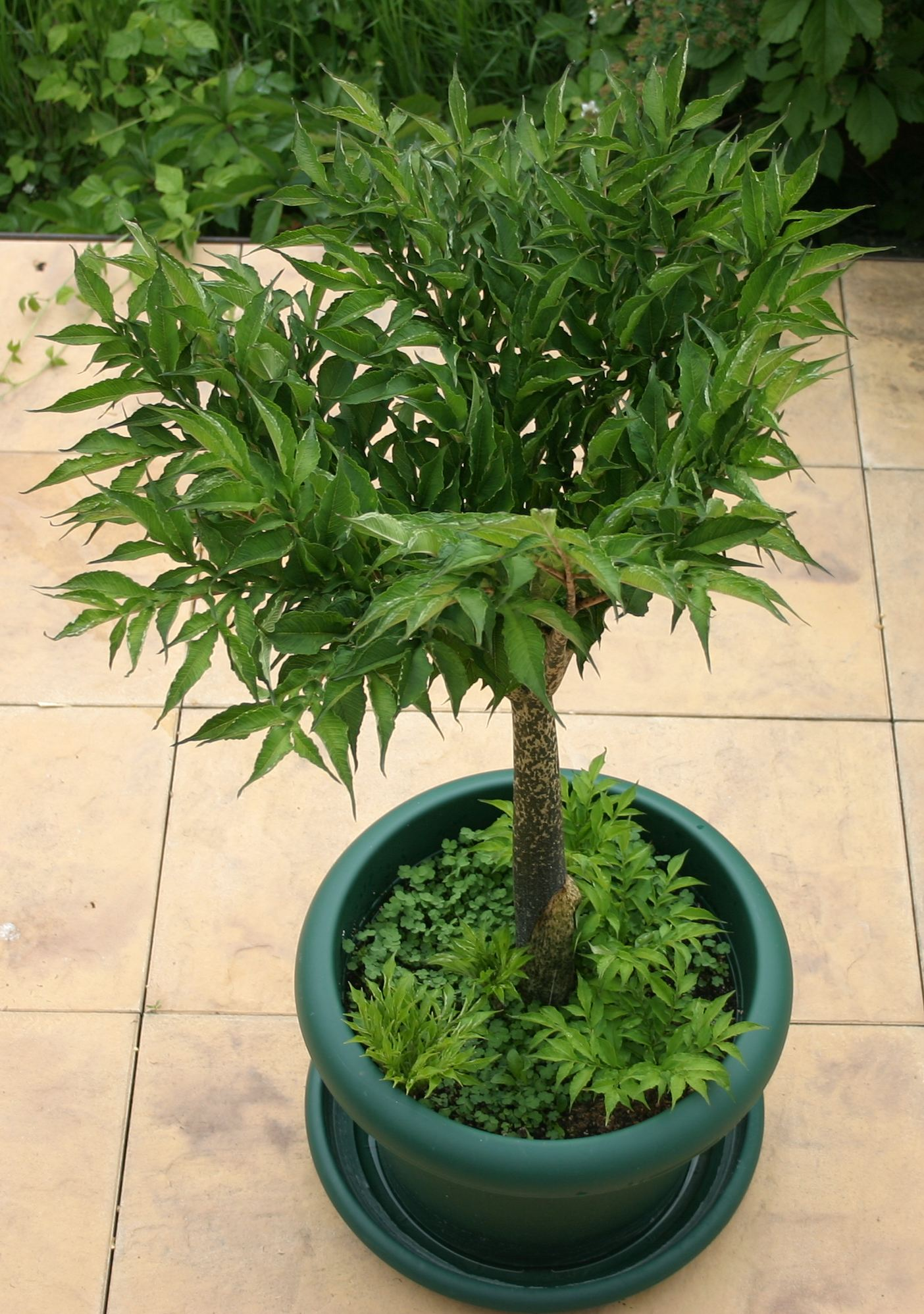
Liść Amorphophallus konjac

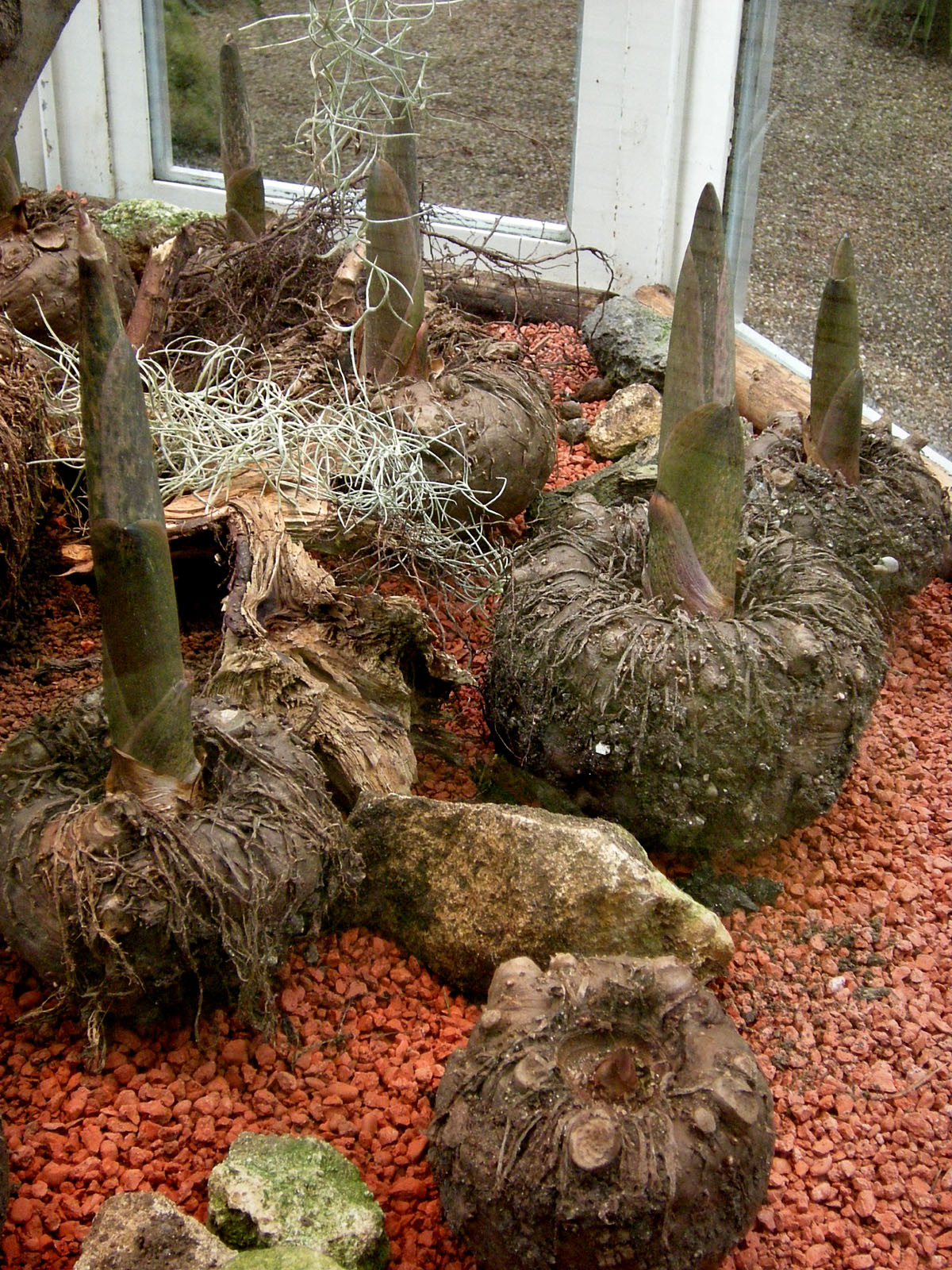
Bulwy Amorphophallus konjac

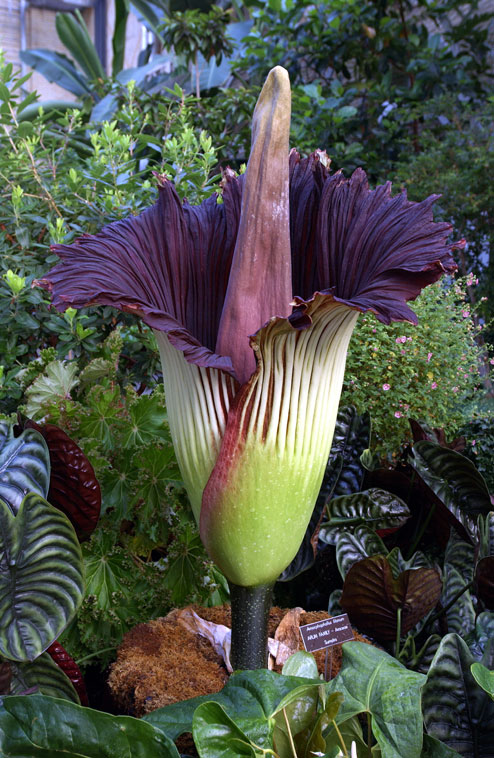
Kwiatostan dziwidła olbrzymiego

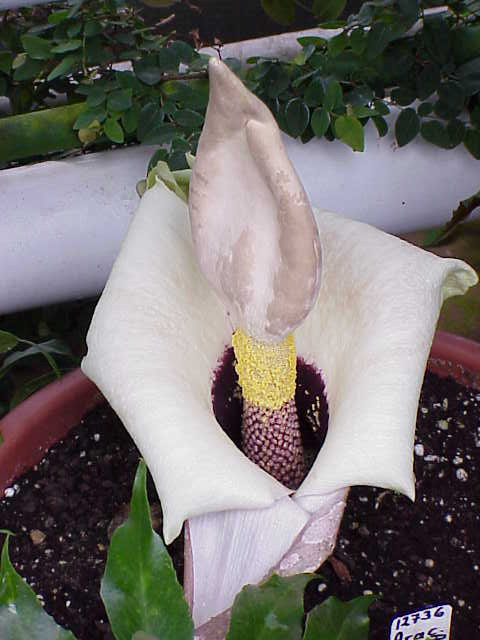
Kwiatostan Amorphophallus prainii

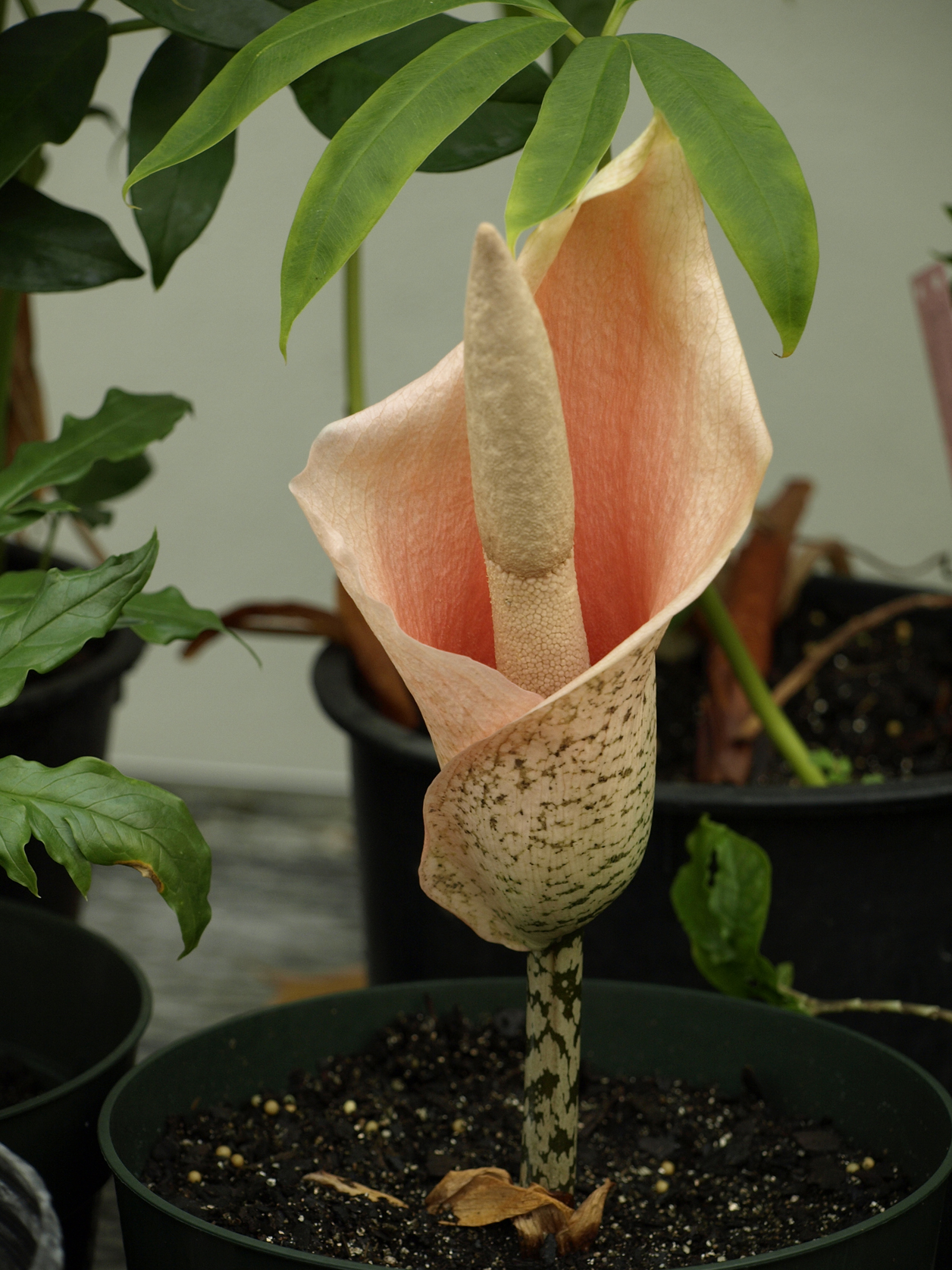
Kwiatostan Amorphophallus bulbifer

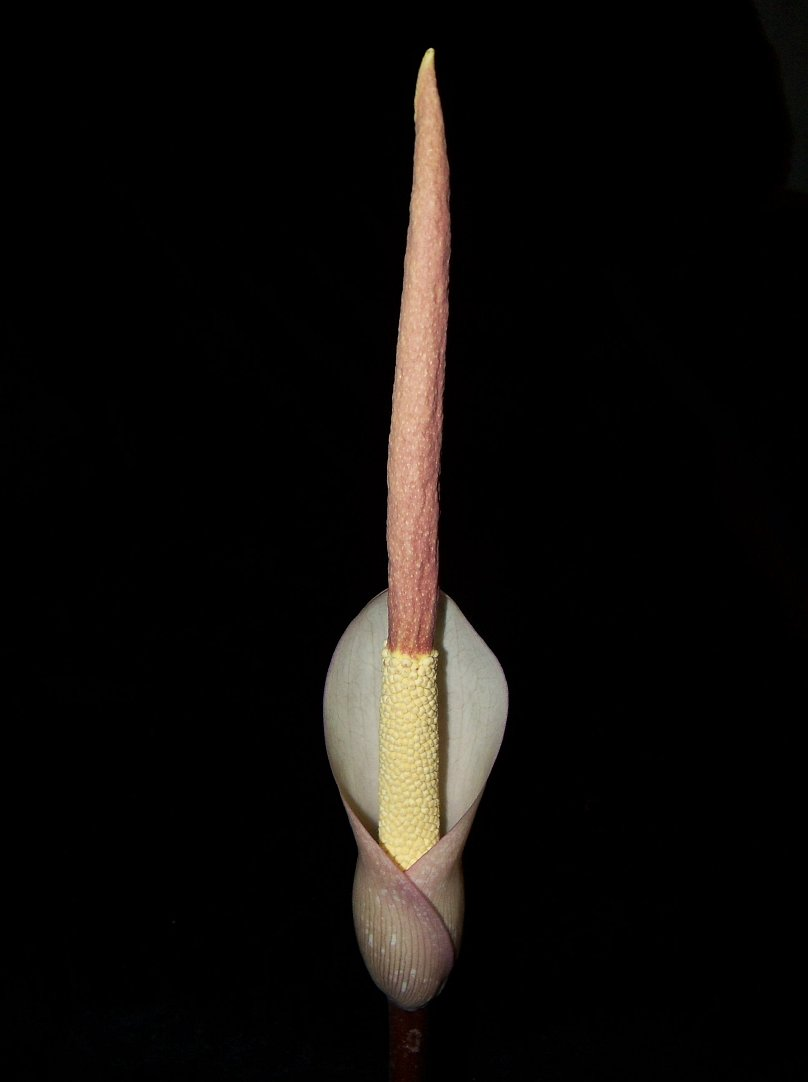
Kwiatostan Amorphophallus atroviridis

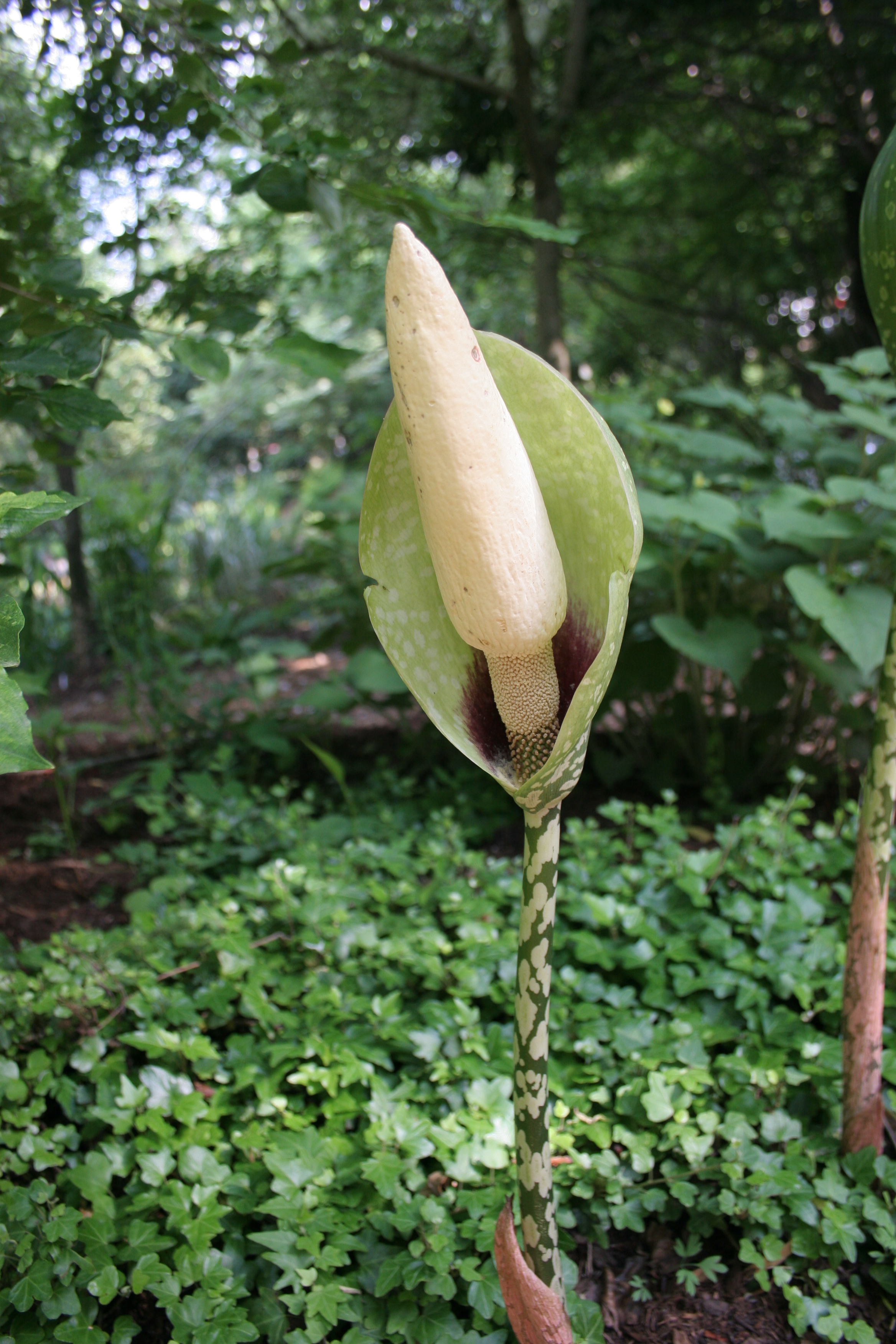
Kwiatostan Amorphophallus dunnii

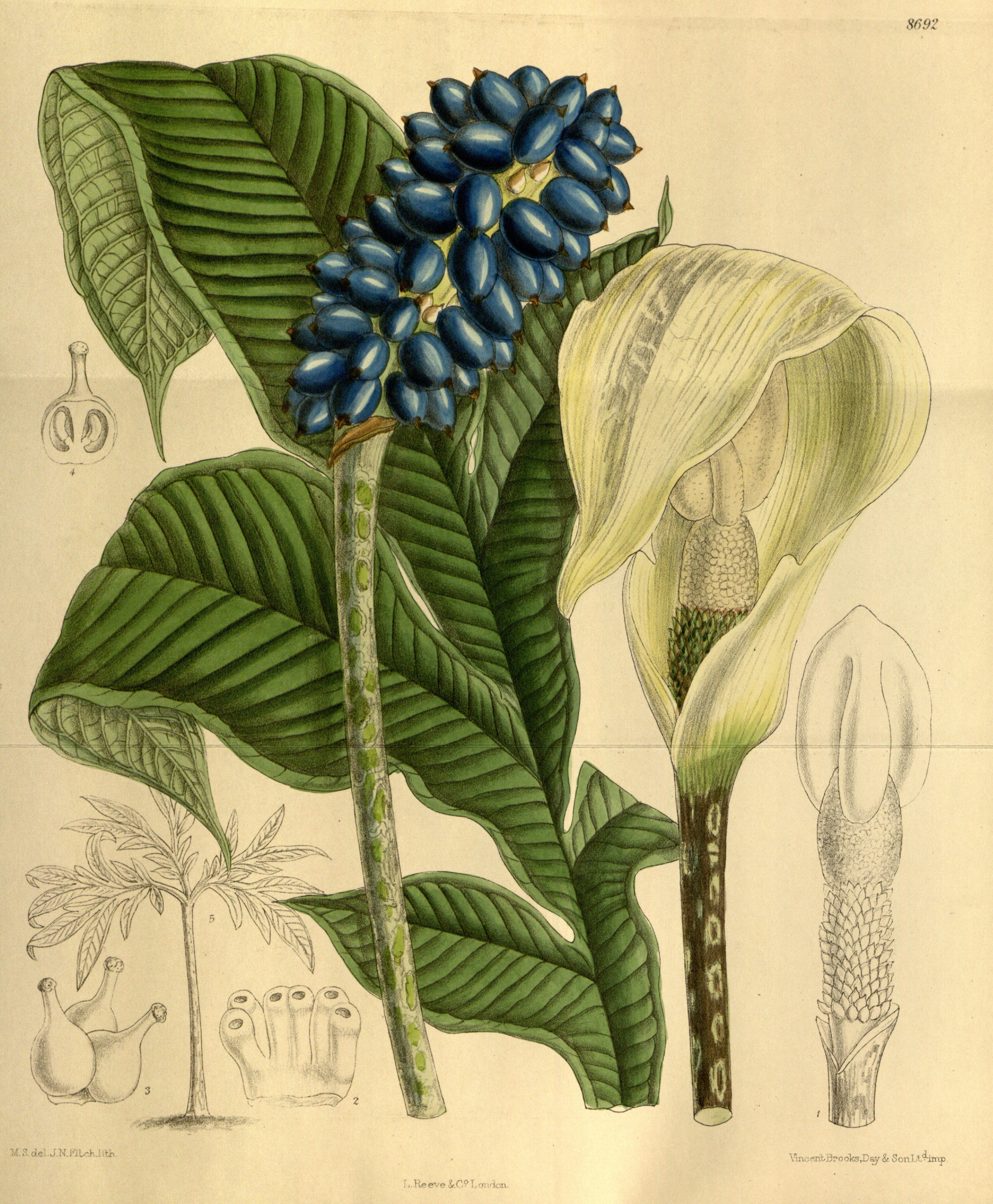
Amorphophallus yunnanensis z rysunkiem owocostanu

Dziwidło, amorfofalus (Amorphophallus Blume ex Decne.) – rodzaj roślin należący do rodziny obrazkowatych, liczący ok. 230 gatunków, pochodzące z tropikalnej i subtropikalnej strefy paleotropiku (Afryka, Azja, Australazja i wyspy Pacyfiku).

## Morfologia
PokrójGatunki tego rodzaju osiągają od 20 cm do 5 m wysokości. Po wypuszczeniu liścia roślina przypomina wyglądem małe drzewko o parasolowatym kształcie.
ŁodygaRośliny tworzą podziemną łodygę w formie niemal kulistej, spłaszczonej bulwy pędowej. U dziwidła olbrzymiego może ona przekraczać wagę 70 kg, co jest rekordem u roślin.
LiścieRoślina tworzy jeden liść właściwy. Z podziemnej łodygi wyrasta pojedynczy, gruby, pionowy, plamisty ogonek, który dzieli się na kilka osadek, na których położonych jest wiele drobnych, pierzastych listków.
KwiatyRośliny jednopienne. Kwiaty zebrane w pseudancjum, bezpłatkowe. Pęd kwiatostanowy krótki lub długi, w zależności od gatunku. Kwiatostan wyrasta bezpośrednio z podziemnej bulwy pędowej. Struktura kwiatostanu składa się z okalającej podłużnej lub jajowatej pochwy (spatha), z której wyrasta mięsista kolba. Na wewnętrznej powierzchni pochwy znajdują się brodawki, służące jako pułapki na owady. Kolor pochwy zależy od gatunku rośliny, jednak dominuje barwa biało-zielona lub brązowo-fioletowa. Na ukrytej w pochwie dolnej części kolby znajdują się drobne kwiaty żeńskie, o 1-4-komorowych zalążniach, zawierających w każdej komorze pojedynczy zalążek tworzący się ze szczytowo lub bazalnie położonego łożyska. Nad kwiatami żeńskimi położone są drobne, 1-6-pręcikowe kwiaty męskie, niekiedy o zrośniętych nitkach pręcików. Pylniki otwierają się przez szczytowy otworek lub poprzeczną szczelinę. Na szczycie kolby znajduje się duży wyrostek pokryty prątniczkami, wydającymi odór zgniłego mięsa. Kwiatostan dziwidła olbrzymiego osiąga nawet 240 cm wysokości i 150 cm szerokości, rosnąc w tempie 10 cm dziennie.
OwocePomarańczowe, czerwone, rzadziej niebieskie lub białe jagody.
KorzeńPodziemna bulwa pędowa tworzy korzenie, utrzymujące roślinę w podłożu.

## Biologia
RozwójByliny, hemikryptofity. Przez pierwsze 8-10 lat życia na początku każdej pory deszczowej tworzą jedynie liść, który obumiera na początku pory suchej. Po osiągnięciu dojrzałości roślina kwitnie raz na kilka lat. Kwiat żyje do 3 dni, po czym obumiera, a roślina tworzy liść. W pierwszym dniu kwitnienia rośliny pochwa kwiatostanu rozchyla się, a prątniczki emitują silny zapach zgniłego mięsa. Zwabione owady (głównie muchy) wpadają do pochwy, która uniemożliwia im wydostanie się. Dzięki temu owady te zapylają kwiaty żeńskie położone na dolnym odcinku kolby. Następnego dnia kwiaty żeńskie przestają absorbować pyłek, a kwiaty męskie otwierają się i obsypują pyłkiem uwięzione owady. Po tym pochwa kwiatu rozchyla się, wypuszczając owady, które są w stanie zapylić inne rośliny.
SiedliskoNaturalnym siedliskiem roślin z rodzaju dziwidło są tropikalne lub subtropikalne deszczowe lasy nizinne, wilgotne wzgórza wapienne, sawanny lub nizinne lasy suche.
Interakcje z innymi gatunkamiRoślina żywicielska dla larw niektórych gatunków motyli, w tym Palpifer sexnotatus i P. sordida.
GenetykaLiczba chromosomów 2n = 26, 28, 39.

## Systematyka
Pozycja rodzaju według Angiosperm Phylogeny Website (aktualizowany system APG IV z 2016)Należy do plemienia Thomsonieae, podrodziny Aroideae, rodziny obrazkowatych, rzędu żabieńcowców w kladzie jednoliściennych.
Wykaz gatunków
- Amorphophallus aberrans Hett.
- Amorphophallus abyssinicus  (A.Rich.) N.E.Br.
- Amorphophallus adamsensis Magtoto, Mones, Ballada, Austria, R.M.Dizon, Alangui, Regina
- Amorphophallus albispathus  Hett.
- Amorphophallus albus P.Y.Liu & J.F.Chen
- Amorphophallus allenii A.Galloway, Malkm.-Huss., Prehsler & Claudel
- Amorphophallus amygdaloides Hett. & Sizemore
- Amorphophallus andranogidroensis Hett. & Mangelsdorff
- Amorphophallus angolensis (Welw. ex Schott) N.E.Br.
- Amorphophallus angulatus Hett. & A.Vogel
- Amorphophallus angustispathus  Hett.
- Amorphophallus ankarana Hett., Ittenbach & Bogner
- Amorphophallus annulifer Hett.
- Amorphophallus antsingyensis  Bogner, Hett. & Ittenbach
- Amorphophallus aphyllus (Hook.) Hutch.
- Amorphophallus arcuspadix A.Galloway, Ongsakul & Petra Schmidt
- Amorphophallus asper (Engl.) Engl. & Gehrm.
- Amorphophallus asterostigmatus Bogner & Hett.
- Amorphophallus atrorubens Hett. & Sizemore
- Amorphophallus atroviridis  Hett.
- Amorphophallus bangkokensis Gagnep.
- Amorphophallus barbatus A.Galloway & Ongsakul
- Amorphophallus barthlottii  Ittenb. & Lobin
- Amorphophallus baumannii (Engl.) N.E.Br.
- Amorphophallus beccarii Engl.
- Amorphophallus bequaertii De Wild.
- Amorphophallus bognerianus Sivad. & Jaleel
- Amorphophallus bolikhamxayensis A.Galloway, Ongsakul & Petra Schmidt
- Amorphophallus bonaccordensis Sivad. & N.Mohanan
- Amorphophallus borneensis (Engl.) Engl. & Gehrm.
- Amorphophallus boyceanus Hett.
- Amorphophallus brachyphyllus Hett.
- Amorphophallus brevipetiolatus A.Galloway, Ongsakul & Petra Schmidt
- Amorphophallus brevispathus Gagnep.
- Amorphophallus bubenensis J.T.Yin & Hett.
- Amorphophallus bufo Ridl.
- Amorphophallus bulbifer (Roxb.) Blume
- Amorphophallus calabaricus  N.E.Br.
- Amorphophallus canaliculatus Ittenb., Hett. & Lobin
- Amorphophallus candidissimus X.Gong & H.Li
- Amorphophallus carneus Ridl.
- Amorphophallus carnosus Engl.
- Amorphophallus chlorospathus  Kurz ex Hook.f.
- Amorphophallus cicatricifer Hett.
- Amorphophallus cirrifer Stapf
- Amorphophallus claudelii A.Galloway & Ongsakul
- Amorphophallus coaetaneus S.Y.Liu & S.J.Wei
- Amorphophallus commutatus (Schott) Engl.
- Amorphophallus consimilis Blume
- Amorphophallus corrugatus N.E.Br.
- Amorphophallus costatus Hett.
- Amorphophallus coudercii (Bogner) Bogner
- Amorphophallus crinitus A.Galloway, Luu, Malkm.-Huss., Prehsler & Claudel
- Amorphophallus crispifolius  A.Galloway, Ongsakul & Petra Schmidt
- Amorphophallus croatii Hett. & A.Galloway
- Amorphophallus cruddasianus Prain
- Amorphophallus curvistylis  Hett.
- Amorphophallus dactylifer Hett.
- Amorphophallus declinatus Hett.
- Amorphophallus decus-silvae Backer & Alderw.
- Amorphophallus discophorus  Backer & Alderw.
- Amorphophallus dracontioides (Engl.) N.E.Br.
- Amorphophallus dunnii Tutcher
- Amorphophallus dzui Hett.
- Amorphophallus eburneus Bogner
- Amorphophallus echinatus Bogner & Mayo
- Amorphophallus eichleri (Engl.) Hook.f.
- Amorphophallus elatus Hook.f.
- Amorphophallus elegans Ridl.
- Amorphophallus elliottii Hook.f.
- Amorphophallus erythrororr hachis Hett., Pronk & R.Kaufmann
- Amorphophallus excentricus  Hett.
- Amorphophallus fallax (Serebryanyi) Hett. & Claudel
- Amorphophallus ferruginosus A.Galloway
- Amorphophallus flotoi (S.Y.Hu) Govaerts
- Amorphophallus forbesii (Engl.) Engl. & Gehrm.
- Amorphophallus fuscus Hett.
- Amorphophallus galbra F.M.Bailey
- Amorphophallus gallaensis (Engl.) N.E.Br.
- Amorphophallus gallowayi Hett.
- Amorphophallus gigas Teijsm. & Binn.
- Amorphophallus glaucophyllus Hett. & Serebryanyi
- Amorphophallus gliruroides  Engl.
- Amorphophallus glossophyllus Hett.
- Amorphophallus goetzei (Engl.) N.E.Br.
- Amorphophallus gomboczianus Pic.Serm.
- Amorphophallus gracilior Hutch.
- Amorphophallus gracilis Engl.
- Amorphophallus haematospadix Hook.f.
- Amorphophallus harmandii Engl. & Gehrm.
- Amorphophallus hayi Hett.
- Amorphophallus hemicryptus  Hett. & J.F.Maxwell
- Amorphophallus henryi N.E.Br.
- Amorphophallus hetterscheidii Ittenb. & Lobin
- Amorphophallus hewittii Alderw.
- Amorphophallus hildebrandt ii (Engl.) Engl. & Gehrm.
- Amorphophallus hirsutus Teijsm. & Binn.
- Amorphophallus hirtus N.E.Br.
- Amorphophallus hohenackeri  (Schott) Engl. & Gehrm.
- Amorphophallus hottae Bogner & Hett.
- Amorphophallus impressus Ittenb.
- Amorphophallus incurvatus Alderw.
- Amorphophallus infundibuliformis Hett., A.Dearden & A.Vogel
- Amorphophallus interruptus  Engl. & Gehrm.
- Amorphophallus johnsonii N.E.Br.
- Amorphophallus josefbogneri Hett.
- Amorphophallus julaihii Ipor, Tawan & P.C.Boyce
- Amorphophallus juliae P.C.Boyce & Hett.
- Amorphophallus kachinensis  Engl. & Gehrm.
- Amorphophallus khammouanensis A.Galloway
- Amorphophallus kienluongensis V.D.Nguyen, Luu & Hett.
- Amorphophallus kiusianus (Makino) Makino
- Amorphophallus konjac K.Koch – dziwidło Riviera
- Amorphophallus konkanensis Hett., S.R.Yadav & K.S.Patil
- Amorphophallus koratensis Gagnep.
- Amorphophallus krausei Engl.
- Amorphophallus kuznetsovii  (Serebryanyi) Hett. & Claudel
- Amorphophallus lacourii Linden & André
- Amorphophallus lambii Mayo & Widjaja
- Amorphophallus lanceolatus  (Serebryanyi) Hett. & Claudel
- Amorphophallus lanuginosus  Hett.
- Amorphophallus laoticus Hett.
- Amorphophallus lewallei Malaisse & Bamps
- Amorphophallus linearis Gagnep.
- Amorphophallus linguiformis Hett.
- Amorphophallus longicomus Hett. & Serebryanyi
- Amorphophallus longiconnectivus Bogner
- Amorphophallus longispatha  Engl. & Gehrm.
- Amorphophallus longistylusceus Kurz ex Hook.f.
- Amorphophallus longituberosus (Engl.) Engl. & Gehrm.
- Amorphophallus lunatus Hett. & Sizemore
- Amorphophallus luzoniensis  Merr.
- Amorphophallus lyratus (Roxb.) Kunth
- Amorphophallus macrophyllus (Gagnep. ex Serebryanyi) Hett. & Claudel
- Amorphophallus macrorhizus  Craib
- Amorphophallus malkmus-husseinii A.Galloway, Prehsler & Claudel
- Amorphophallus mangelsdorffii Bogner
- Amorphophallus manta Hett. & Ittenbach
- Amorphophallus margaritifer (Roxb.) Kunth
- Amorphophallus margretae Ittenb.
- Amorphophallus maximus (Engl.) N.E.Br.
- Amorphophallus maxwellii Hett.
- Amorphophallus mekongensis Engl. & Gehrm.
- Amorphophallus merrillii K.Krause
- Amorphophallus mildbraedii  K.Krause
- Amorphophallus minor Ridl.
- Amorphophallus mossambicensis (Schott ex Garcke) N.E.Br.
- Amorphophallus muelleri Blume
- Amorphophallus mullendersii Malaisse & Bamps
- Amorphophallus myosuroides Hett. & A.Galloway
- Amorphophallus mysorensis E.Barnes & C.E.C.Fisch.
- Amorphophallus napalensis (Wall.) Bogner & Mayo
- Amorphophallus napiger Gagnep.
- Amorphophallus natolii Hett., Wistuba, V.B.Amoroso, Medecilo & Claudel
- Amorphophallus niahensis P.C.Boyce & Hett.
- Amorphophallus nicolaii Hett.
- Amorphophallus nicolsonianus Sivadasan
- Amorphophallus obovoideus Alderw.
- Amorphophallus obscurus Hett. & Sizemore
- Amorphophallus ochroleucus  Hett. & V.D.Nguyen
- Amorphophallus oncophyllus  Prain ex Hook.f.
- Amorphophallus ongsakulii Hett. & A.Galloway
- Amorphophallus operculatus  Hett. & Sizemore
- Amorphophallus opertus Hett.
- Amorphophallus paeoniifolius (Dennst.) Nicolson – dziwidło dzwonkowate, dz. piwoniowate
- Amorphophallus palawanensis Bogner & Hett.
- Amorphophallus paucisectus  Alderw.
- Amorphophallus pendulus Bogner & Mayo
- Amorphophallus perakensis Engl.
- Amorphophallus perrieri Hett. & Wahlert
- Amorphophallus pilosus Hett.
- Amorphophallus plicatus Bok & H.J.Lam
- Amorphophallus polyanthus Hett. & Sizemore
- Amorphophallus prainii Hook.f.
- Amorphophallus preussii (Engl.) N.E.Br.
- Amorphophallus prolificus Hett. & A.Galloway
- Amorphophallus pulchellus Hett. & Schuit.
- Amorphophallus purpurascens Kurz ex Hook.f.
- Amorphophallus pusillus Hett. & Serebryanyi
- Amorphophallus putii Gagnep.
- Amorphophallus pygmaeus Hett.
- Amorphophallus ranchanensis Ipor, A.Simon & Meekiong
- Amorphophallus ravenii V.D.Nguyen & Hett.
- Amorphophallus reflexus Hett. & A.Galloway
- Amorphophallus rhizomatosus Hett.
- Amorphophallus richardsiae  Ittenb.
- Amorphophallus rostratus Hett.
- Amorphophallus rugosus Hett. & A.L.Lamb
- Amorphophallus sagittarius  Steenis
- Amorphophallus salmoneus Hett.
- Amorphophallus saraburensis Gagnep.
- Amorphophallus saururus Hett.
- Amorphophallus scaber Serebryanyi & Hett.
- Amorphophallus schmidtiae Hett. & A.Galloway
- Amorphophallus scutatus Hett. & T.C.Chapm.
- Amorphophallus serrulatus Hett. & A.Galloway
- Amorphophallus shyamsalilianus J.V.Gadpay., Somkuwar & A.A.Chaturv.
- Amorphophallus sinuatus Hett. & V.D.Nguyen
- Amorphophallus sizemoreae Hett.
- Amorphophallus smithsonianus Sivadasan
- Amorphophallus sparsiflorus Hook.f.
- Amorphophallus spectabilis  (Miq.) Engl.
- Amorphophallus staudtii (Engl.) N.E.Br.
- Amorphophallus stuhlmannii  (Engl.) Engl. & Gehrm.
- Amorphophallus subcymbiformis Alderw.
- Amorphophallus sumawongii (Bogner) Bogner & Mayo
- Amorphophallus suwidjianus  Ipor, Tawan & Meekiong
- Amorphophallus sylvaticus (Roxb.) Kunth
- Amorphophallus symonianus Hett. & Sizemore
- Amorphophallus synandrifer  Hett. & V.D.Nguyen
- Amorphophallus taurostigma  Ittenb., Hett. & Bogner
- Amorphophallus tenuispadix  Hett.
- Amorphophallus tenuistylis  Hett.
- Amorphophallus terrestris Hett. & Claudel
- Amorphophallus teuszii (Engl.) Mottet
- Amorphophallus thaiensis (S.Y.Hu) Hett.
- Amorphophallus tinekeae Hett. & A.Vogel
- Amorphophallus titanum (Becc.) Becc. – dziwidło olbrzymie
- Amorphophallus tonkinensis  Engl. & Gehrm.
- Amorphophallus tuberculatus Hett. & V.D.Nguyen
- Amorphophallus umbrinus A.Galloway, Luu, Malkm.-Huss., Prehsler & Claudel
- Amorphophallus variabilis Blume
- Amorphophallus venustus Hett., A.Hay & Mood
- Amorphophallus verticillatus Hett.
- Amorphophallus villosus A.Galloway, Luu, Malkm.-Huss., Prehsler & Claudel
- Amorphophallus vogelianus Hett. & Billensteiner
- Amorphophallus xiei H.Li & Z.L.Dao
- Amorphophallus yuloensis H.Li
- Amorphophallus yunnanensis  Engl.
- Amorphophallus zenkeri (Engl.) N.E.Br.

## Nazewnictwo

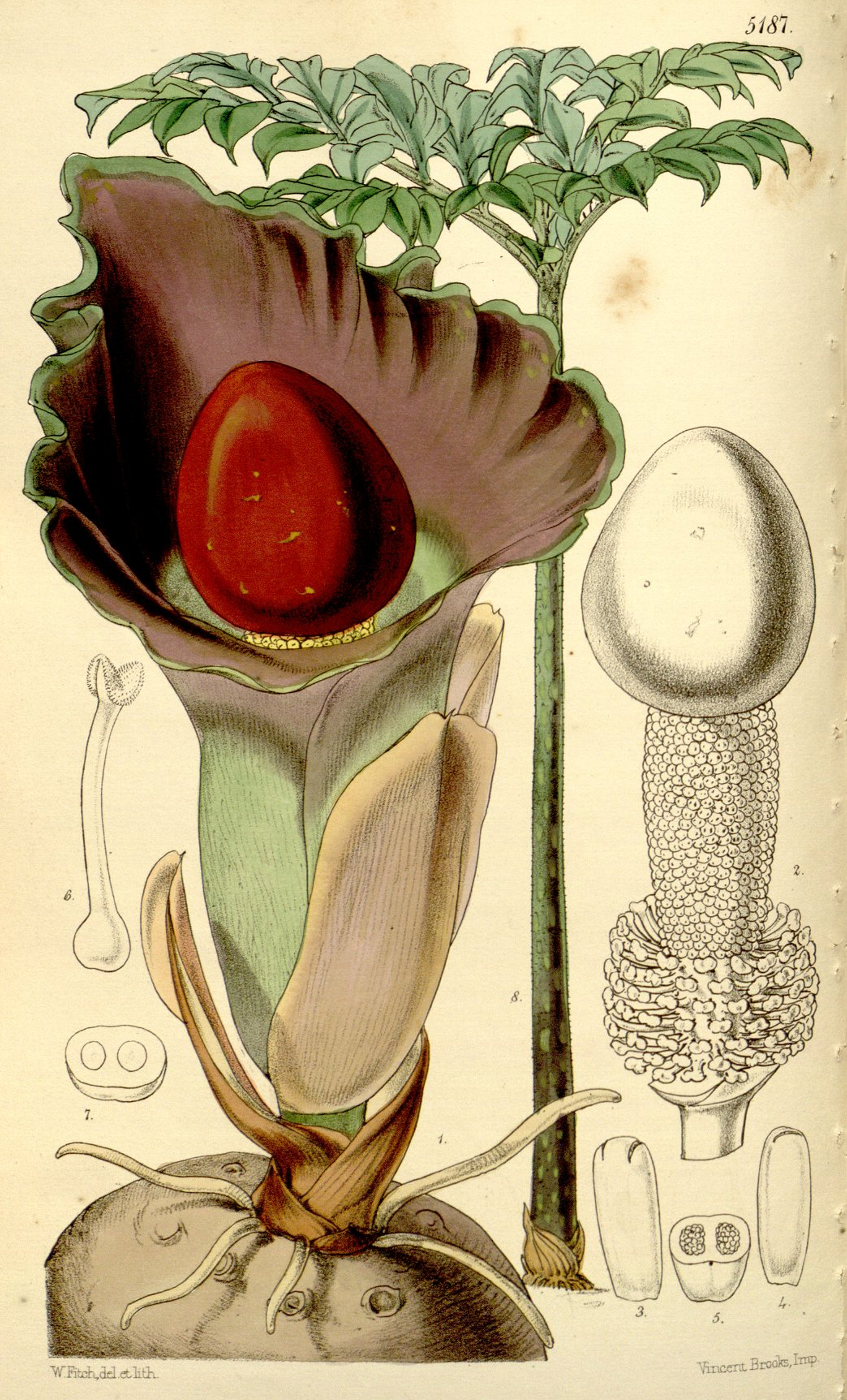
Prąciokształtna kolba dziwidła piwoniowatego

Toponimia nazwy naukowejNazwa łacińska pochodzi od greckich słów άμορφος (ámorphos – bezkształtny) i φαλλός (phallos – penis) i odnosi się do kształtu kolby roślin z tego rodzaju.
Nazwy zwyczajoweNazwa polska "dziwidło" pochodzi z przełomu XIX i XX w. i jest związana ze zdziwieniem, jakie budziła wśród botaników. W języku angielskim zwyczajowym określeniem dziwidła jest corpse flower (trupi kwiat).
Synonimy
- Allopythion Schott, Gen. Aroid.: t. 24 (1858).
- Brachyspatha Schott, Syn. Aroid.: 35 (1856).
- Candarum Schott in H.W.Schott & S.L.Endlicher, Melet. Bot.: 17 (1832), nom. illeg.
- Conophallus Schott, Syn. Aroid.: 34 (1856).
- Corynophallus Schott, Oesterr. Bot. Wochenbl. 7: 389 (1857).
- Dunalia Montrouz., Actes Soc. Linn. Bordeaux 26: 576 (1866).
- Hansalia Schott, Oesterr. Bot. Z. 8: 82 (1858).
- Hydrosme Schott, Gen. Aroid.: t. 33 (1858).
- Kunda Raf., Fl. Tellur. 2: 82 (1837).
- Plesmonium Schott, Syn. Aroid.: 34 (1856).
- Proteinophallus Hook.f., Bot. Mag. 101: t. 6195 (1875).
- Pythion Mart., Flora 14: 459 (1831), nom. rej.
- Pythonium Schott in H.W.Schott & S.L.Endlicher, Melet. Bot.: 17 (1832), nom. illeg.
- Rhaphiophallus Schott, Gen. Aroid.: t. 27 (1858).
- Synantherias Schott, Gen. Aroid.: t. 28 (1858).
- Tapeinophallus Baill., Dict. Bot. 1(5) (1877).]
- Thomsonia Wall., Pl. Asiat. Rar. 1: 83 (1830), nom. rej.

Homonimy
- Amorphophallus Hett. & M. Sizemore (Agrociencia 26: 113115, 114-115 (2003).

## Zagrożenia i ochrona
Dwa gatunki z rodzaju dziwidło znajdują się w Czerwonej księdze gatunków zagrożonych.
Amorphophallus preussii
Kategoria: narażone (VU) – B2ab(iii), wersja 3.1

Rok oceny: 2004

Dynamika populacji: malejąca

Główne zagrożenie: Subpopulacje w dolnej granicy zasięgu (ok. 800 m n.p.m.) na Górze Kupe są zagrożone ingerencją rolnictwa związaną z ekspansją miasta Nyasoso. Subpopulacje na górze Kamerun prawdopodobnie wymarły wskutek utraty siedlisk powyżej Buea.
Amorphophallus stuhlmannii
Kategoria: zagrożone (EN) – B2ab(iii), wersja 3.1

Rok oceny: 2006

Dynamika populacji: nieznana

Główne zagrożenie: Wycinka lasów na potrzeby rolnictwa oraz ekspansja siedlisk ludzkich we wszystkich znanych lokalizacjach tego gatunku.

## Zastosowanie

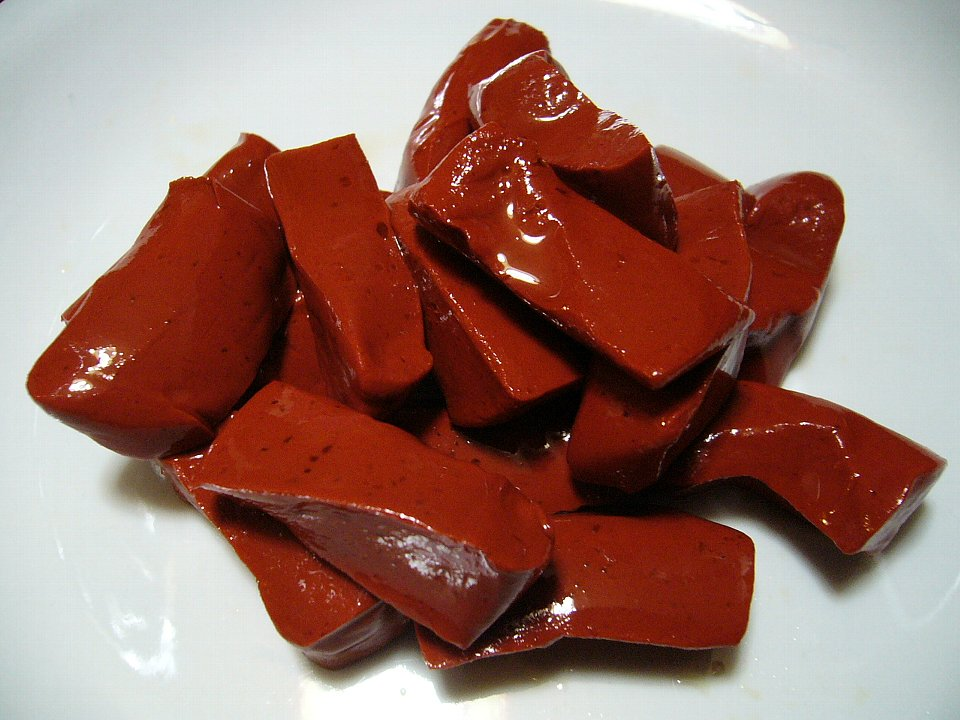
Konnyaku – potrawa przygotowana z Amorphophallus konjac

Rośliny jadalneGatunki dziwidło Riviera Amorphophallus rivieri, dziwidło piwoniowate A. campanulatus (właśc. A. paeoniifolius) i A. bulbifer uprawiane są dla jadalnych bulw. Bulwy gatunku Amorphophallus konjac w Japonii służy do przygotowania wybornych potraw. Po długim gotowaniu bulwy tej rośliny otrzymuje się galaretowatą substancję o smaku mało atrakcyjnym dla Europejczyków. Gatunek Amorphophallus aphyllus jest jadany w czasie nieurodzaju przez Wolofów, po uprzednim ugotowaniu wysuszonych bulw, które usuwa cierpki smak. Bulwy gatunku Amorphophallus paeoniifolius są jadane po ugotowaniu. Bulwy gatunku Amorphophallus consimilis po sproszkowaniu są długo gotowane z liśćmi Cissus gracilis i owocami Spondias mombin. Potrawa ta jest jedzona przez starsze kobiety ludu Basari. W razie złego przygotowania potrawa może powodować ból gardła. Bulwy Amorphophallus dracontioides są jedzone w Nigerii po wielokrotnym umyciu i gotowaniu przez kilka dni.
Rośliny leczniczeBulwy dziwidła Riviera zawierają substancje olejkowe stymulujące wydzielanie śliny. Główne działanie medyczne obejmuje: alterans, antiatheromaticum, antidiabeticum, antitoxicum, sialogogum.
Rośliny ozdobnePrzedstawiciele rodzaju dziwidło są uprawiane jako ciekawostki w ogrodach botanicznych. Przedstawiciel dziwidła olbrzymiego od ponad 100 lat rośnie w ogrodzie tropikalnym w Kew Gardens w Londynie. Zakwita mniej więcej co 10 lat. Gatunek Amorphophallus konjac jest uprawiany pospolicie w ogrodach w krajach tropikalnych oraz jako roślina doniczkowa.

## Uprawa
Uprawiane są gatunki Amorphophallus konjac, A. paeoniifolius i A. bulbifer. Rośliny wymagają żyznego podłoża, odpowiednia jest mieszanka torfu, ziemi inspektowej i piasku. Optymalna temperatura wynosi 15-25 °C w okresie wegetacyjnym. Rośliny dobrze rosną w półcieniu, przy umiarkowanym podlewaniu. Rozmnażanie z nasion lub bulw przybyszowych. Bulwy jesienią, po przejściu rośliny w stan spoczynku, należy wyjąć z ziemi i przechowywać do wiosny w pomieszczeniu suchym i gorącym.